# Hauptpost (Toruń)
Die Poczta Główna in Toruń (deutsch Hauptpost in Thorn) ist das Hauptpostamt einer der beiden Hauptstädte der Woiwodschaft Kujawien-Pommern in Polen. Das ehemalige Kaiserliche Postamt wurde 1881 errichtet und befindet sich auf Rynek Staromiejski (Altstädter Markt) hinter dem historischen Rathaus. Toruń ist bekannt für die vielen denkmalgeschützten Gebäude der Innenstadt und seine Altstadt wurde 1997 von der UNESCO als Weltkulturerbe eingestuft.
Das Post-Gebäude steht in Polen unter Denkmalschutz.

## Geschichte
Die permanente Poststation Thorn wurde 1650 in der Altstadt eingerichtet und bestand bis 1819. Ab 1812 diente das Postamt Thorn als Grenzposten, wo sich neben dem polnischen Beamten auch ein preußischer Beamter befand.
Der Altstädtische Markt stellt seit mehreren Jahrhunderten den wichtigsten Punkt auf dem Stadtplan Thorns dar. Neben dem Warenhandel wurden hier unterschiedliche Turniere und Paraden veranstaltet, Urteile verkündet und Hinrichtungen vollzogen. Die westliche Front des Marktes schließen die Heilig-Geist-Kirche und das neogotische Postgebäude ab.

### Das erste Postgebäude
Als 1703 während der schwedischen Belagerung die mittelalterlichen Häuser an der Westfassade des Altstädter Rings zerstört wurden, wurden an ihrer Stelle neue Häuser – die sogenannten Stadtpaläste – errichtet. Das erste Gebäude gehörte einst dem bekannten Thorner Politiker, Wissenschaftler und Bürgermeister Samuel Luther von Geret und wurde 1818 von den Staatsbehörden gekauft und für die Post bestimmt. Das benachbarte, als „Hochzeitshaus“ bekannt, wurde um 1807 zum Hotel Varsovie und wiederum acht Jahre später in Hotel de Sanssouci umbenannt. Im Allgemeinen übernachteten dort nur angesehene Gäste, darunter Kaiser Napoleon Bonaparte, der sich vom 2. bis 6. Juni 1812 hier aufhielt. In den 1860er Jahren fand ein größerer Umbau statt.
Aufgrund der geopolitischen Lage der Stadt erhielt das Amt den Status eines Postamts I. Klasse. Es war ein zweistöckiges Gebäude mit einem Dachfirst, das sich an die Architektur des Klassizismus anlehnte. Es beherbergte Räume zum Verteilen und Lagern von Paketen, Päckchen und Briefen verschiedener Art sowie die Wohnung des Postmeisters und Zimmer für andere Mitarbeiter. Auf der Rückseite gab es landwirtschaftliche Gebäude, eine Remise und einen Stall.
Das 1878 geplante Hauptpostamt am Altstadtmarkt entstand (nach einem Vorentwurf von Moering) im Reichspostamt unter der Leitung des Postbauinspektors Ernst Hake.

### Aufbau eines neuen Postgebäudes
Anfang der 1880er Jahre wurde das ehemalige Postgebäude abgerissen, um an seiner Stelle ein neues Gebäude zu errichten. Das neugotische Post-Gebäude wurde 1881–1884 durch den deutschen Architekten und Stadtplaner Johannes Otzen an der Stelle der alten Post und 1892 durch Erweiterung um das benachbarte Hotel de Sanssouci (seit 1815) errichtet.

### Erweiterung
Ende der 1880er Jahre kaufte die Kaiserliche Ober-Postdirektion das benachbarte Hotelgebäude, das damals im Besitz von Carl Plenz war. Ursprünglich war geplant, die bestehenden Gebäude an die Bedürfnisse der expandierenden Post anzupassen, doch schließlich wurde die Idee aufgegeben. 1891 wurde das ehemalige Hotel abgerissen und im Mai des folgenden Jahres wurde das Erweiterungsprojekt von A. Brock beim Bauamt für den Bau des Südflügels mit einem Telegraphen-Turm umgesetzt. Dieser zusätzliche Teil wurde von einem schlanken Turm gekrönt. In der Hauptfassade befinden sich beeindruckende neugotische Treppengiebel. Die Aussparungen der Seitenfassade und die Nischen der Hofgebäude haben ein Sgraffito-Dekor mit floralen und geometrischen Ornamenten. Auf der Grundlagen des gleichen Entwurfs wurden im hinteren Teil des Hauptgebäudes weitere Gebäude errichtet. Im Gebäude ist heute eine Briefmarken- und Paketpoststelle.

### Weitere Geschichte
Im März 1910 brach in der Post ein Feuer aus, das einen großen Teil des Dachstuhls zerstörte. Bis zum nächsten Jahr 1911 war der Schaden wieder behoben. Die Adressbücher von Thorn geben Auskunft über die Leitung und Beschäftigten im Kaiserlichen Postamt I. Klasse am Altstädter Markt 13.
Nach dem Versailler Vertrag erfolgte 1920 die Übergabe der Stadt an die Republik Polen. Gleiches erfolgte mit dem Postamt, der preußische Adler wurde durch das Emblem von Polen und die Inschrift Kaiserliches Postamt durch Poczta im Gesims ersetzt.
Aufgrund starker Abwanderung von Deutschen in der Zwischenkriegszeit sank der Anteil der deutschen Bevölkerung in der Stadt auf vier Prozent 1939. Nach dem Überfall auf Polen im September 1939 wurde Thorn zusammen mit dem Polnischen Korridor vom Deutschen Reich annektiert; die Stadt Thorn wurde dem Regierungsbezirk Bromberg im Reichsgau Danzig-Westpreußen zugeordnet.
Durch die Organisation „Deutsche Dienstpost …“ wurde die Post mit der Deutschen Reichspost verbunden, die Postanstalt eingedeutscht und später von der Reichspostdirektion Posen betreut.
Im Frühjahr 1945 wurden die Region und die weitgehend von Kriegsschäden verschonte Stadt Thorn von der Roten Armee besetzt und wieder Teil Polens. Das Postamt verlor einen Teil seines Telegrafen-Turms, er wurde im Zweiten Weltkrieg beschädigt. Gleich nach dem Krieg wurde er bis auf die Höhe des Gesimses demontiert.
Im Jahr 1992 wurde das Postamt umfangreich renoviert und ist heute weiterhin im Dienst der Polnischen Post.

## Gebäude
Das Postgebäude ist im neugotischen Stil reich verziert. Die Eingangstüren, sowohl im Norden als auch im Süden, sind mit Portalen gekrönt. Zahlreiche verputzte Mauernischen imitieren Buntglas, einige sind mit Sgraffito-Dekorationen mit floralen und geometrischen Motiven bedeckt. Die Fassaden werden von mehreren parallelen Reihen von Friesen geschnitten. Über den Erdgeschossfenstern befinden sich Arkadenfriese, Blumenfriese über den Fenstern des ersten Obergeschosses, Rauten- und Zahnfriese über Fenstern des zweiten Obergeschosses und Rautenfriese über den Portalen.

## Bildergalerie

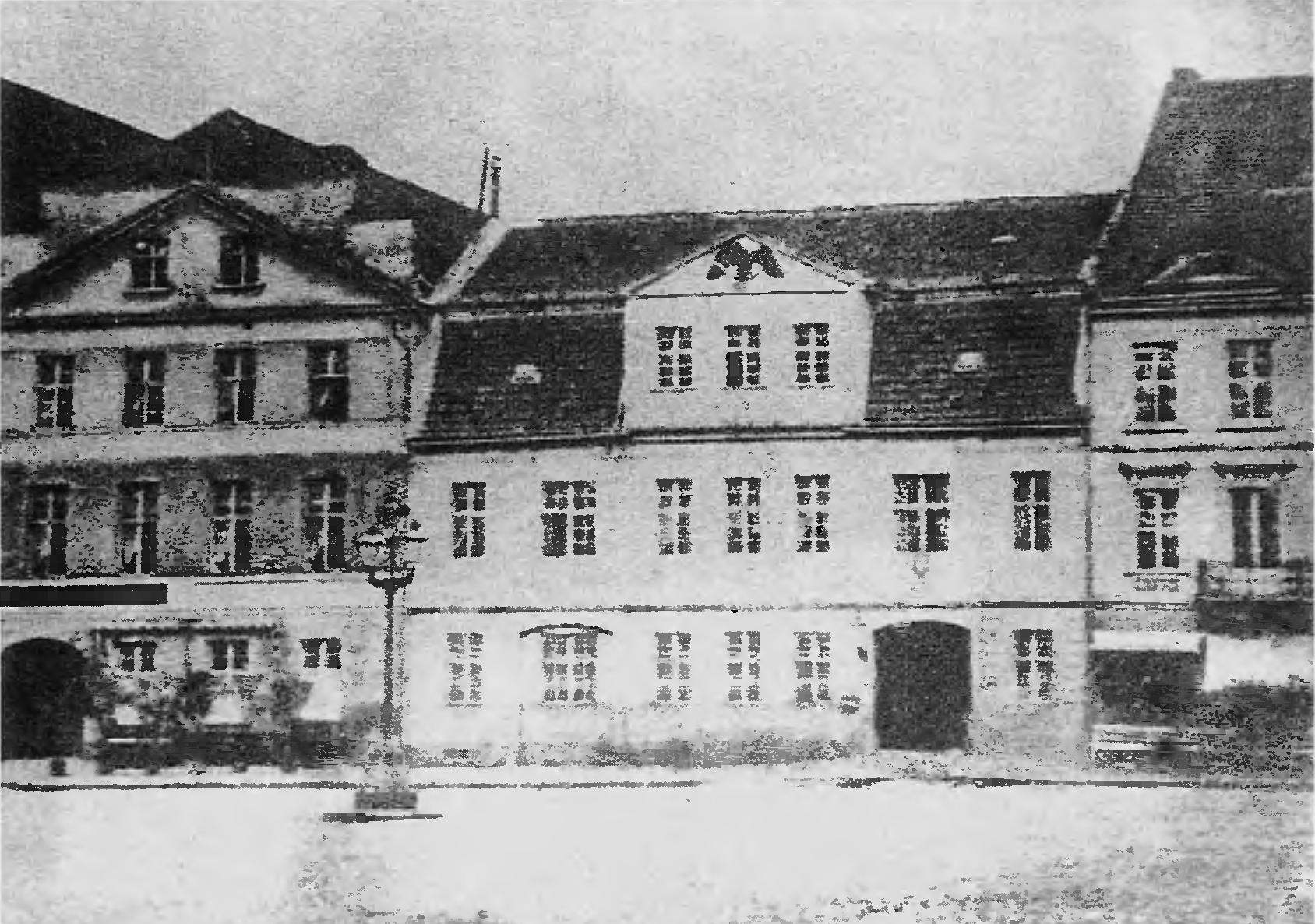
Das Postamt in Thorn um 1870
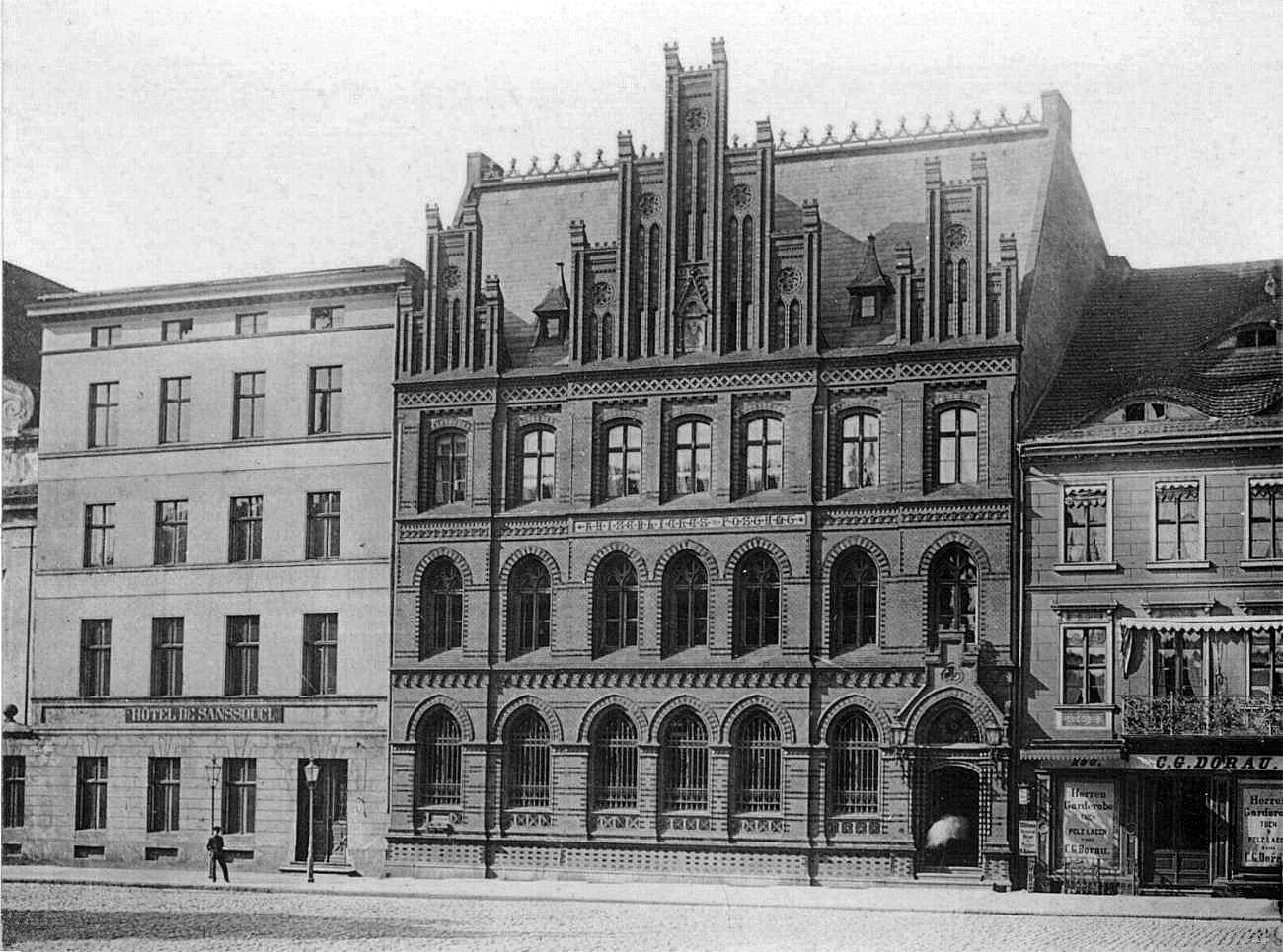
Das Postamt in Thorn um 1885
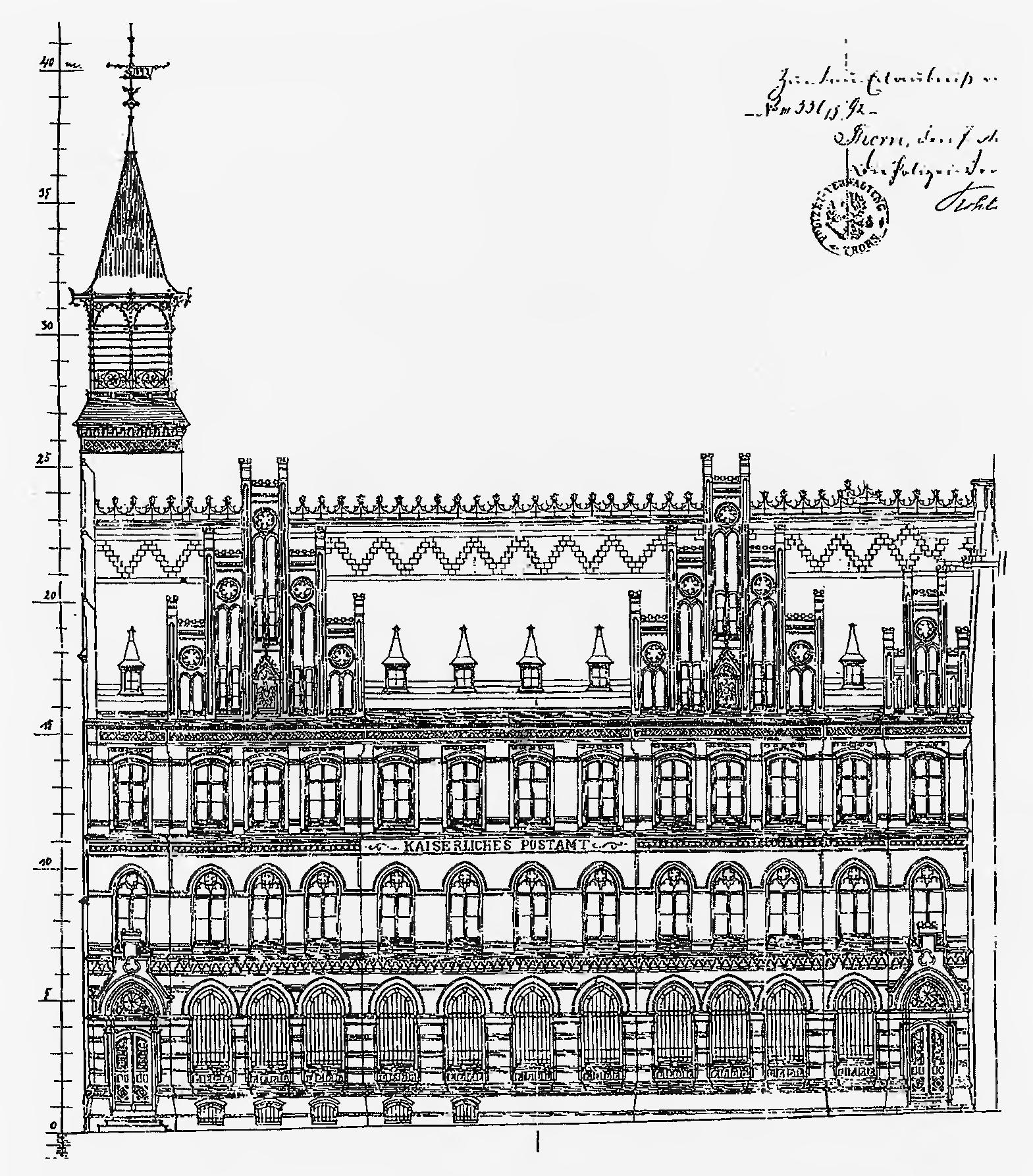
Das Postamt in Thorn um 1892
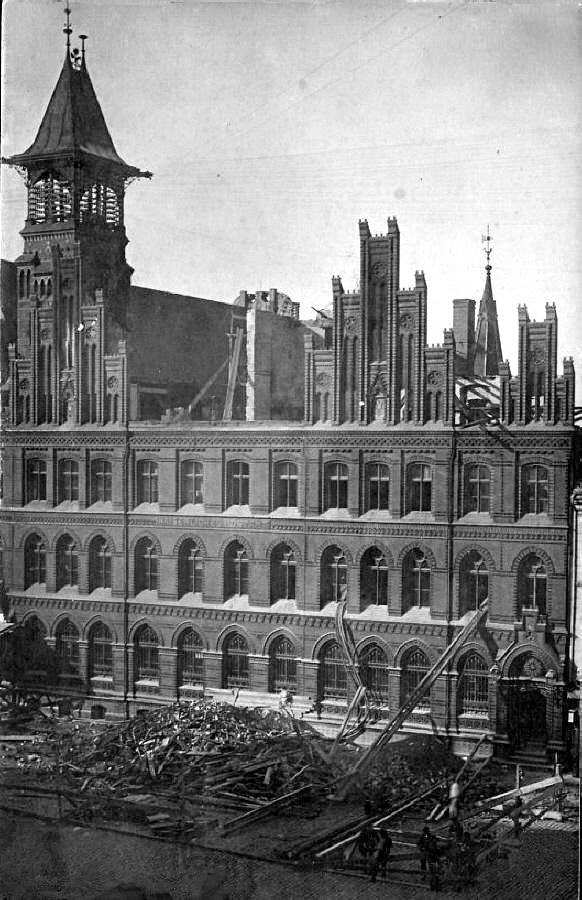
Das Postamt in Thorn nach dem Feuer 1910
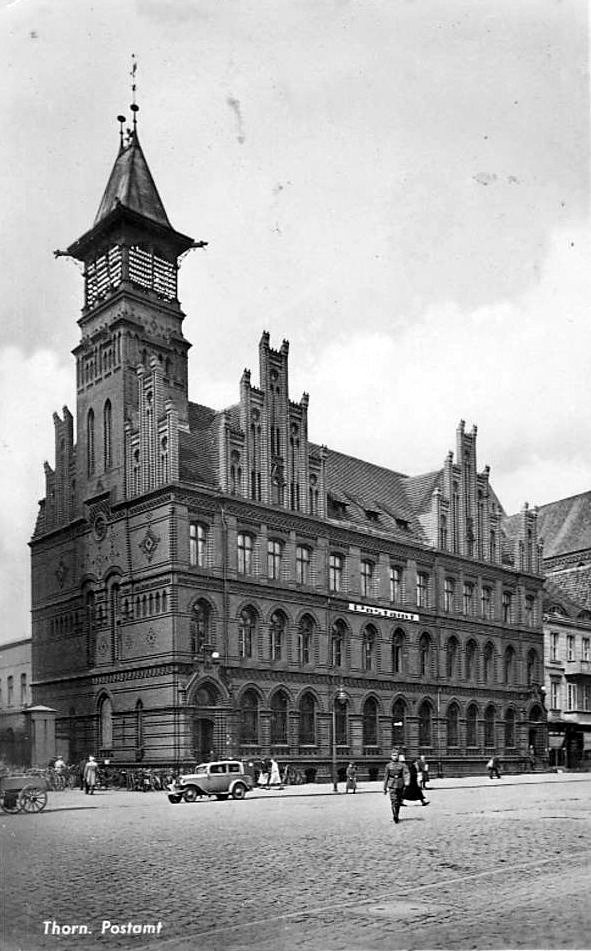
Das Postamt in Thorn um 1940